# Katrine Fruelund
Katrine Fruelund (Randers, 12 de junio de 1978) es una exjugadora de balonmano danesa. Consiguió 2 medallas olímpicas de oro.